# Els déus deuen estar bojos 2
Els déus deuen estar bojos 2 —The Gods Must Be Crazy II en la versió original—és una pel·lícula dirigida per Jamie Uys, estrenada l'any 1989. Es tracta d'una coproducció entre Sud-àfrica i Botswana. Es tracta de la continuació de Els déus deuen estar bojos.

## Argument
La vida segueix tranquil·lament el seu curs en la tribu de Xhixho. Un dia, durant una caça en la qual participen els seus dos joves fills, Xhixho descobreix la traça d'un elefant ferit i decideix de seguir-la. Marxen a advertir la tribu del festí que s'anuncia, els nens es creuen per casualitat amb un camió conduït per dos traficants d'ivori i es deixen tancar en la cisterna d'aigua quan el camió arrenca bruscament. Xhixho abandona ràpidament la caça per marxar a la recerca dels seus fills...
Mentrestant, a Johannesburg, una jove dona metge ha de participar en una conferència a prop de la sabana i es deixa temptar per un passeig en avió turístic.
Atrapat en una tempesta mentre que l'avió s'havia posat alguns instants, haurà de formar un equip improbable amb un científic a la reserva per sortir-ne sans i estalvis. Però entre els traficants, guerrillers armats fins a les dents i la fauna salvatge, aquest no serà pas un passeig de plaer...

## Repartiment
- N!xau: Xixo
- Lena Farugia: Dra. Ann Taylor
- Hans Strydom: Dr. Stephen Marshall
- Eiros: Xiri
- Nadies: Xisa